# FC Bučovice
FC Bučovice (celým názvem: Football Club Bučovice) je český fotbalový klub, který sídlí v Bučovicích na Vyškovsku v Jihomoravském kraji. Založen byl roku 1921. V sezonách 2016/17 a 2017/18 hrál Přebor Jihomoravského kraje. Od sezony 2018/19 je účastníkem I. A třídy Jihomoravského kraje – sk. B (6. nejvyšší soutěž).
Ve druhé polovině 30. let 20. století se krátce účastnil I. A třídy BZMŽF (tehdy 3. nejvyšší soutěž).
Klub své domácí zápasy odehrává na stadionu v Hájku, rozměry travnaté hrací plochy jsou 100×65 metrů. Stadion pojme 1 500 diváků, z čehož je 500 míst k sezení.

## Historické názvy
Zdroj:
- 1921 – SK Bučovice (Sportovní klub Bučovice)
- 1948 – JTO Sokol Bučovice (Jednotná tělovýchovná organisace Sokol Bučovice)
- 1953 – DSO Tatran Bučovice (Dobrovolná sportovní organisace Tatran Bučovice)
- 1957 – TJ Tatran Bučovice (Tělovýchovná jednota Tatran Bučovice)
- 199? – FC Chemis Bučovice (Football Club Chemis Bučovice)
- 200? – FC Bučovice (Football Club Bučovice)

## Umístění v jednotlivých sezonách
Stručný přehled
Zdroj: 
- 1934–1935: I. B třída BZMŽF – II. okrsek
- 1935–1937: I. A třída BZMŽF
- 1942–1944: I. B třída BZMŽF – III. okrsek
- 1945–1948: I. B třída BZMŽF – III. okrsek
- 1965–1966: I. B třída Jihomoravské oblasti – sk. D
- 1966–1969: I. A třída Jihomoravské oblasti – sk. B
- 1988–1989: I. B třída Jihomoravského kraje – sk. B
- 1991–1997: I. A třída Jihomoravské župy – sk. A
- 1997–1998: I. B třída Jihomoravské župy – sk. D
- 1998–2000: Okresní přebor Vyškovska
- 2000–2001: I. B třída Jihomoravské župy – sk. B
- 2001–2002: I. A třída Jihomoravské župy – sk. B
- 2002–2016: I. A třída Jihomoravského kraje – sk. B
- 2016–2018: Přebor Jihomoravského kraje
- 2018– : I. A třída Jihomoravského kraje – sk. B

Legenda: Z – zápasy, V – výhry, R – remízy, P – porážky, VG – vstřelené góly, OG – obdržené góly, +/− – rozdíl skóre, B – body, červené podbarvení – sestup, zelené podbarvení – postup, fialové podbarvení – reorganizace, změna skupiny či soutěže
| Československo (1921 – 1939)             |                                                             |                                                             |                                                             |                                                             |                                                             |                                                             |                                                             |                                                             |                                                             |                                                             |                                                             |
| Sezóny                                   | Liga                                                        | Úroveň                                                      | Z                                                           | V                                                           | R                                                           | P                                                           | VG                                                          | OG                                                          | +/−                                                         | B                                                           | Pozice                                                      |
| ...                                      |                                                             |                                                             |                                                             |                                                             |                                                             |                                                             |                                                             |                                                             |                                                             |                                                             |                                                             |
| 1934/35                                  | I. B třída BZMŽF – II. okrsek                               | 4                                                           |                                                             | ...                                                         | ...                                                         | ...                                                         | ...                                                         | ...                                                         | ...                                                         |                                                             | 1.                                                          |
| 1935/36                                  | I. A třída BZMŽF                                            | 3                                                           | 18                                                          | 5                                                           | 1                                                           | 12                                                          | 28                                                          | 69                                                          | −41                                                         | 11                                                          | 10.                                                         |
| 1936/37                                  | I. A třída BZMŽF                                            | 3                                                           | 21                                                          | 4                                                           | 2                                                           | 15                                                          | 26                                                          | 74                                                          | −48                                                         | 10                                                          | 12.                                                         |
| ...                                      |                                                             |                                                             |                                                             |                                                             |                                                             |                                                             |                                                             |                                                             |                                                             |                                                             |                                                             |
| Protektorát Čechy a Morava (1939 – 1945) |                                                             |                                                             |                                                             |                                                             |                                                             |                                                             |                                                             |                                                             |                                                             |                                                             |                                                             |
| Sezóny                                   | Liga                                                        | Úroveň                                                      | Z                                                           | V                                                           | R                                                           | P                                                           | VG                                                          | OG                                                          | +/−                                                         | B                                                           | Pozice                                                      |
| ...                                      |                                                             |                                                             |                                                             |                                                             |                                                             |                                                             |                                                             |                                                             |                                                             |                                                             |                                                             |
| 1942/43                                  | I. B třída BZMŽF – III. okrsek                              | 4                                                           | 13                                                          | 3                                                           | 0                                                           | 10                                                          | 29                                                          | 45                                                          | −16                                                         | 6                                                           | 12.                                                         |
| 1943/44                                  | I. B třída BZMŽF – III. okrsek                              | 4                                                           | 26                                                          | 13                                                          | 1                                                           | 12                                                          | 78                                                          | 56                                                          | +22                                                         | 27                                                          | 6.                                                          |
| 1944/45                                  | Končila druhá světová válka, pravidelné soutěže se nehrály. | Končila druhá světová válka, pravidelné soutěže se nehrály. | Končila druhá světová válka, pravidelné soutěže se nehrály. | Končila druhá světová válka, pravidelné soutěže se nehrály. | Končila druhá světová válka, pravidelné soutěže se nehrály. | Končila druhá světová válka, pravidelné soutěže se nehrály. | Končila druhá světová válka, pravidelné soutěže se nehrály. | Končila druhá světová válka, pravidelné soutěže se nehrály. | Končila druhá světová válka, pravidelné soutěže se nehrály. | Končila druhá světová válka, pravidelné soutěže se nehrály. | Končila druhá světová válka, pravidelné soutěže se nehrály. |
| Československo (1945 – 1993)             |                                                             |                                                             |                                                             |                                                             |                                                             |                                                             |                                                             |                                                             |                                                             |                                                             |                                                             |
| Sezóny                                   | Liga                                                        | Úroveň                                                      | Z                                                           | V                                                           | R                                                           | P                                                           | VG                                                          | OG                                                          | +/−                                                         | B                                                           | Pozice                                                      |
| 1945/46                                  | I. B třída BZMŽF – III. okrsek                              | 4                                                           | 26                                                          | ...                                                         | ...                                                         | ...                                                         | ...                                                         | ...                                                         | ...                                                         |                                                             |                                                             |
| 1946/47                                  | I. B třída BZMŽF – III. okrsek                              | 4                                                           | 26                                                          | 12                                                          | 2                                                           | 12                                                          | 68                                                          | 66                                                          | +2                                                          | 26                                                          | 7.                                                          |
| 1947/48                                  | I. B třída BZMŽF – III. okrsek                              | 4                                                           | 24                                                          | ...                                                         | ...                                                         | ...                                                         | ...                                                         | ...                                                         | ...                                                         |                                                             |                                                             |
| ...                                      |                                                             |                                                             |                                                             |                                                             |                                                             |                                                             |                                                             |                                                             |                                                             |                                                             |                                                             |
| 1965/66                                  | I. B třída Jihomoravské oblasti – sk. D                     | 6                                                           | 22                                                          | ...                                                         | ...                                                         | ...                                                         | ...                                                         | ...                                                         | ...                                                         |                                                             | 1.                                                          |
| 1966/67                                  | I. A třída Jihomoravské oblasti – sk. B                     | 5                                                           | 26                                                          | 10                                                          | 4                                                           | 12                                                          | 42                                                          | 48                                                          | −6                                                          | 24                                                          | 11.                                                         |
| 1967/68                                  | I. A třída Jihomoravské oblasti – sk. B                     | 5                                                           | 26                                                          | 9                                                           | 4                                                           | 13                                                          | 38                                                          | 70                                                          | −32                                                         | 22                                                          | 11.                                                         |
| 1968/69                                  | I. A třída Jihomoravské oblasti – sk. B                     | 5                                                           | 26                                                          | 3                                                           | 6                                                           | 17                                                          | 28                                                          | 59                                                          | −31                                                         | 12                                                          | 13.                                                         |
| ...                                      |                                                             |                                                             |                                                             |                                                             |                                                             |                                                             |                                                             |                                                             |                                                             |                                                             |                                                             |
| 1988/89                                  | I. B třída Jihomoravského kraje – sk. B                     | 7                                                           | 26                                                          | 11                                                          | 7                                                           | 8                                                           | 48                                                          | 34                                                          | +14                                                         | 29                                                          | 4.                                                          |
| ...                                      |                                                             |                                                             |                                                             |                                                             |                                                             |                                                             |                                                             |                                                             |                                                             |                                                             |                                                             |
| 1991/92                                  | I. A třída Jihomoravské župy – sk. A                        | 6                                                           | 26                                                          | 9                                                           | 9                                                           | 8                                                           | 33                                                          | 33                                                          | 0                                                           | 27                                                          | 7.                                                          |
| 1992/93                                  | I. A třída Jihomoravské župy – sk. A                        | 6                                                           | 26                                                          | 13                                                          | 7                                                           | 6                                                           | 48                                                          | 27                                                          | +21                                                         | 33                                                          | 3.                                                          |
| Česko (1993 –)                           |                                                             |                                                             |                                                             |                                                             |                                                             |                                                             |                                                             |                                                             |                                                             |                                                             |                                                             |
| Sezóny                                   | Liga                                                        | Úroveň                                                      | Z                                                           | V                                                           | R                                                           | P                                                           | VG                                                          | OG                                                          | +/−                                                         | B                                                           | Pozice                                                      |
| 1993/94                                  | I. A třída Jihomoravské župy – sk. A                        | 6                                                           | 26                                                          | 11                                                          | 11                                                          | 4                                                           | 42                                                          | 25                                                          | +17                                                         | 33                                                          | 2.                                                          |
| 1994/95                                  | I. A třída Jihomoravské župy – sk. A                        | 6                                                           | 26                                                          | 10                                                          | 3                                                           | 13                                                          | 35                                                          | 43                                                          | −8                                                          | 33                                                          | 10.                                                         |
| 1995/96                                  | I. A třída Jihomoravské župy – sk. A                        | 6                                                           | 26                                                          | 9                                                           | 7                                                           | 10                                                          | 37                                                          | 40                                                          | −3                                                          | 34                                                          | 8.                                                          |
| 1996/97                                  | I. A třída Jihomoravské župy – sk. A                        | 6                                                           | 26                                                          | 2                                                           | 2                                                           | 22                                                          | 28                                                          | 76                                                          | −48                                                         | 8                                                           | 14.                                                         |
| 1997/98                                  | I. B třída Jihomoravské župy – sk. D                        | 7                                                           | 25                                                          | 2                                                           | 5                                                           | 18                                                          | 26                                                          | 64                                                          | −38                                                         | 11                                                          | 14.                                                         |
| 1998/99                                  | Okresní přebor Vyškovska                                    | 8                                                           | 26                                                          | ...                                                         | ...                                                         | ...                                                         | ...                                                         | ...                                                         | ...                                                         |                                                             |                                                             |
| 1999/00                                  | Okresní přebor Vyškovska                                    | 8                                                           | 26                                                          | ...                                                         | ...                                                         | ...                                                         | ...                                                         | ...                                                         | ...                                                         |                                                             | 1.                                                          |
| 2000/01                                  | I. B třída Jihomoravské župy – sk. B                        | 7                                                           | 26                                                          | ...                                                         | ...                                                         | ...                                                         | ...                                                         | ...                                                         | ...                                                         |                                                             | 1.                                                          |
| 2001/02                                  | I. A třída Jihomoravské župy – sk. B                        | 6                                                           | 26                                                          | 9                                                           | 8                                                           | 9                                                           | 44                                                          | 35                                                          | +9                                                          | 35                                                          | 7.                                                          |
| 2002/03                                  | I. A třída Jihomoravského kraje – sk. B                     | 6                                                           | 26                                                          | 9                                                           | 4                                                           | 13                                                          | 32                                                          | 41                                                          | −9                                                          | 31                                                          | 10.                                                         |
| 2003/04                                  | I. A třída Jihomoravského kraje – sk. B                     | 6                                                           | 26                                                          | 12                                                          | 3                                                           | 11                                                          | 49                                                          | 46                                                          | +3                                                          | 39                                                          | 5.                                                          |
| 2004/05                                  | I. A třída Jihomoravského kraje – sk. B                     | 6                                                           | 26                                                          | 10                                                          | 3                                                           | 13                                                          | 36                                                          | 46                                                          | −10                                                         | 33                                                          | 8.                                                          |
| 2005/06                                  | I. A třída Jihomoravského kraje – sk. B                     | 6                                                           | 26                                                          | 11                                                          | 5                                                           | 10                                                          | 49                                                          | 35                                                          | +14                                                         | 38                                                          | 7.                                                          |
| 2006/07                                  | I. A třída Jihomoravského kraje – sk. B                     | 6                                                           | 26                                                          | 8                                                           | 8                                                           | 10                                                          | 29                                                          | 32                                                          | −3                                                          | 32                                                          | 9.                                                          |
| 2007/08                                  | I. A třída Jihomoravského kraje – sk. B                     | 6                                                           | 26                                                          | 9                                                           | 6                                                           | 11                                                          | 33                                                          | 36                                                          | −3                                                          | 33                                                          | 9.                                                          |
| 2008/09                                  | I. A třída Jihomoravského kraje – sk. B                     | 6                                                           | 26                                                          | 10                                                          | 5                                                           | 11                                                          | 33                                                          | 32                                                          | +1                                                          | 35                                                          | 9.                                                          |
| 2009/10                                  | I. A třída Jihomoravského kraje – sk. B                     | 6                                                           | 26                                                          | 10                                                          | 4                                                           | 12                                                          | 47                                                          | 43                                                          | +4                                                          | 34                                                          | 8.                                                          |
| 2010/11                                  | I. A třída Jihomoravského kraje – sk. B                     | 6                                                           | 26                                                          | 9                                                           | 6                                                           | 11                                                          | 34                                                          | 38                                                          | −4                                                          | 33                                                          | 8.                                                          |
| 2011/12                                  | I. A třída Jihomoravského kraje – sk. B                     | 6                                                           | 26                                                          | 10                                                          | 4                                                           | 12                                                          | 38                                                          | 45                                                          | −7                                                          | 34                                                          | 8.                                                          |
| 2012/13                                  | I. A třída Jihomoravského kraje – sk. B                     | 6                                                           | 26                                                          | 7                                                           | 7                                                           | 12                                                          | 38                                                          | 49                                                          | −11                                                         | 28                                                          | 11.                                                         |
| 2013/14                                  | I. A třída Jihomoravského kraje – sk. B                     | 6                                                           | 26                                                          | 11                                                          | 4                                                           | 11                                                          | 40                                                          | 38                                                          | +2                                                          | 37                                                          | 9.                                                          |
| 2014/15                                  | I. A třída Jihomoravského kraje – sk. B                     | 6                                                           | 26                                                          | 13                                                          | 6                                                           | 7                                                           | 53                                                          | 37                                                          | +16                                                         | 45                                                          | 5.                                                          |
| 2015/16                                  | I. A třída Jihomoravského kraje – sk. B                     | 6                                                           | 26                                                          | 17                                                          | 5                                                           | 4                                                           | 58                                                          | 29                                                          | +29                                                         | 56                                                          | 1.                                                          |
| 2016/17                                  | Přebor Jihomoravského kraje                                 | 5                                                           | 30                                                          | 10                                                          | 3                                                           | 17                                                          | 39                                                          | 68                                                          | −29                                                         | 33                                                          | 12.                                                         |
| 2017/18                                  | Přebor Jihomoravského kraje                                 | 5                                                           | 30                                                          | 3                                                           | 8                                                           | 19                                                          | 20                                                          | 62                                                          | −42                                                         | 17                                                          | 16.                                                         |
| 2018/19                                  | I. A třída Jihomoravského kraje – sk. B                     | 6                                                           | 26                                                          | 11                                                          | 4                                                           | 11                                                          | 46                                                          | 40                                                          | +6                                                          | 37                                                          | 7.                                                          |
| 2019/20                                  | I. A třída Jihomoravského kraje – sk. B                     | 6                                                           | 13                                                          | 6                                                           | 0                                                           | 7                                                           | 23                                                          | 30                                                          | −7                                                          | 18                                                          | 5.                                                          |
| 2020/21                                  | I. A třída Jihomoravského kraje – sk. B                     | 6                                                           | 9                                                           | 2                                                           | 1                                                           | 6                                                           | 13                                                          | 22                                                          | −9                                                          | 7                                                           | 11.                                                         |

Poznámky:
- 1997/98: Chybí výsledek jednoho utkání Bučovic.[22]
- 2019/20: Sezona nedohrána kvůli pandemii covidu-19.
- 2020/21: Sezona nedohrána kvůli pandemii covidu-19.

## FC Bučovice „B“
FC Bučovice „B“ je rezervním týmem Bučovic, který byl obnoven před sezonou 2019/20.

### Umístění v jednotlivých sezonách
Stručný přehled
Zdroj:
- 2019– : Základní třída Vyškovska – sk. A

Jednotlivé ročníky
Zdroj:
Legenda: Z – zápasy, V – výhry, R – remízy, P – porážky, VG – vstřelené góly, OG – obdržené góly, +/− – rozdíl skóre, B – body, červené podbarvení – sestup, zelené podbarvení – postup, fialové podbarvení – reorganizace, změna skupiny či soutěže
| Česko (2019 – ) |                                  |        |   |   |   |   |    |    |     |    |        |
| Sezóny          | Liga                             | Úroveň | Z | V | R | P | VG | OG | +/− | B  | Pozice |
| 2019/20         | Základní třída Vyškovska – sk. A | 10     | 8 | 6 | 1 | 1 | 32 | 17 | +15 | 19 | 2.     |
| 2020/21         | Základní třída Vyškovska – sk. A | 10     | 5 | 4 | 1 | 0 | 23 | 4  | +19 | 13 | 1.     |